# Сицилийский баттеркап
Сицилийский баттеркап (англ. Sicilian Buttercup) — порода домашних кур.

## История
Происходит с острова Сицилия.
Порода кур, по-видимому, произошла от скрещивания в древности местных сицилийских птиц с североафриканскими породами, такими как розовогребневая порода Бербера или Триполитана, описанная Туччи. Эти птицы, возможно, были похожи на Gallus turcicus, описанных Улиссом Альдрованди в 1600 году. Подобные куры изображены на картинах шестнадцатого века в музеях Ватикана и Галерее Боргезе в Риме, а также во Флоренции и Париже.
Порода была завезена в Соединённые Штаты в XIX веке, а также в Великобританию и Австралию в начале XX века. Длительное отделение от исходного поголовья привело к заметным различиям между ними.
Ассоциация заводчиков «Американский клуб баттеркапов» была основана в США в 1912 году и к 1914 году насчитывала 600 членов; аналогичная ассоциация была создана в Великобритании в 1913 году. Сицилийский баттеркап был включён в Стандарт Американской ассоциации птицеводства в 1918 году. И внесён в список «находящихся под угрозой исчезновения» Американской организацией по охране домашних животных в списке «Редких и местных пород» Британского фонда выживания редких пород.